# Palomar 4
Palomar 4 é um aglomerado globular da nossa Galáxia. Ele foi descoberto por Edwin Hubble em 1949 e novamente em 1955 por A. G. Wilson. Está a 356.000 anos-luz de distância.
Este aglomerado estelar está mais longe do que as Nuvens de Magalhães e SagDEG, satélites de nossa Galáxia.
Inicialmente acreditava-se ser uma galáxia anã, e foi dado o nome Anã da Ursa Maior. No entanto, mais tarde descobriu-se que era um aglomerado globular.